# Thranius angustipennis
Thranius angustipennis es una especie de escarabajo longicornio del género Thranius, tribu Thraniini, subfamilia Cerambycinae. Fue descrita científicamente por Pascoe en 1869.

## Descripción
Mide 18 milímetros de longitud.

## Distribución
Se distribuye por Indonesia (Molucas).